# Pentadactyl
Pentadactyl je doplněk prohlížeče Mozilla Firefox, který má za cíl zlepšit ovládání tohoto webového prohlížeče pomocí klávesnice, přičemž se inspiruje stylem ovládání textového editoru Vim, respektive starším doplňkem Vimperator, jehož je forkem.
Z Vimu přebírá Pentadactyl kromě hrubého významu klávesových zkratek také příkazový řádek, který umožňuje zadat složitější příkazy. Z Lynxu přebírá nápad s výběrem hypertextového odkazu pomocí jeho textu.
Pentadactyl je napsaný v JavaScriptu a je uvolněn pod licencí X11.